# 亚罗波尔克·伊贾斯拉维奇

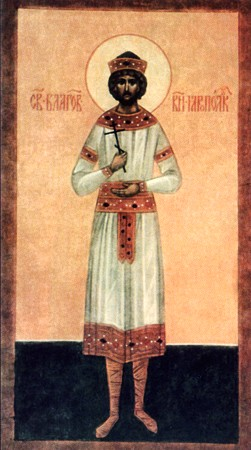
亚罗波尔克·伊贾斯拉维奇

亚罗波尔克·伊贾斯拉维奇（俄语：Ярополк Изяславич，约1050年—1086年11月22日），古罗斯王公，图罗夫王公（1078年~1086年），弗拉基米尔-沃伦斯基王公（1078年－1086年）。
亚罗波尔克·伊贾斯拉维奇为基辅大公伊贾斯拉夫一世·雅罗斯拉维奇之子。根据编年史记载，1078年基辅大公弗谢沃洛德一世·雅罗斯拉维奇把自己的儿子弗拉基米尔·莫诺马赫派到切尔尼戈夫当王公，而把自己的侄子亚罗波尔克安置到图罗夫，后来又把沃伦也交给他。
1084年，亚罗波尔克·伊贾斯拉维奇被特穆塔拉干王公罗斯季斯拉夫·弗拉基米罗维奇的儿子们赶出沃伦。但在弗拉基米尔·莫诺马赫帮助下，亚罗波尔克不久又夺回公位。

## 子女
1. 雅罗斯拉夫·亚罗波尔科维奇，布列斯特王公
2. 维亚切斯拉夫·亚罗波尔科维奇，沃伦王公，穆罗姆王公
3. 安娜斯塔西娅·亚罗波尔科芙娜，嫁给波洛茨克王公格列布·弗谢斯拉维奇

| 前任： 奥列格·斯维亚托斯拉维奇 | 弗拉基米尔-沃伦斯基王公 1078~1086 | 繼任： 达维德·伊戈列维奇  |
| 前任： 伊贾斯拉夫一世          | 图罗夫王公 1078~1086              | 繼任： 斯维亚托波尔克二世 |